# 수소 자동차

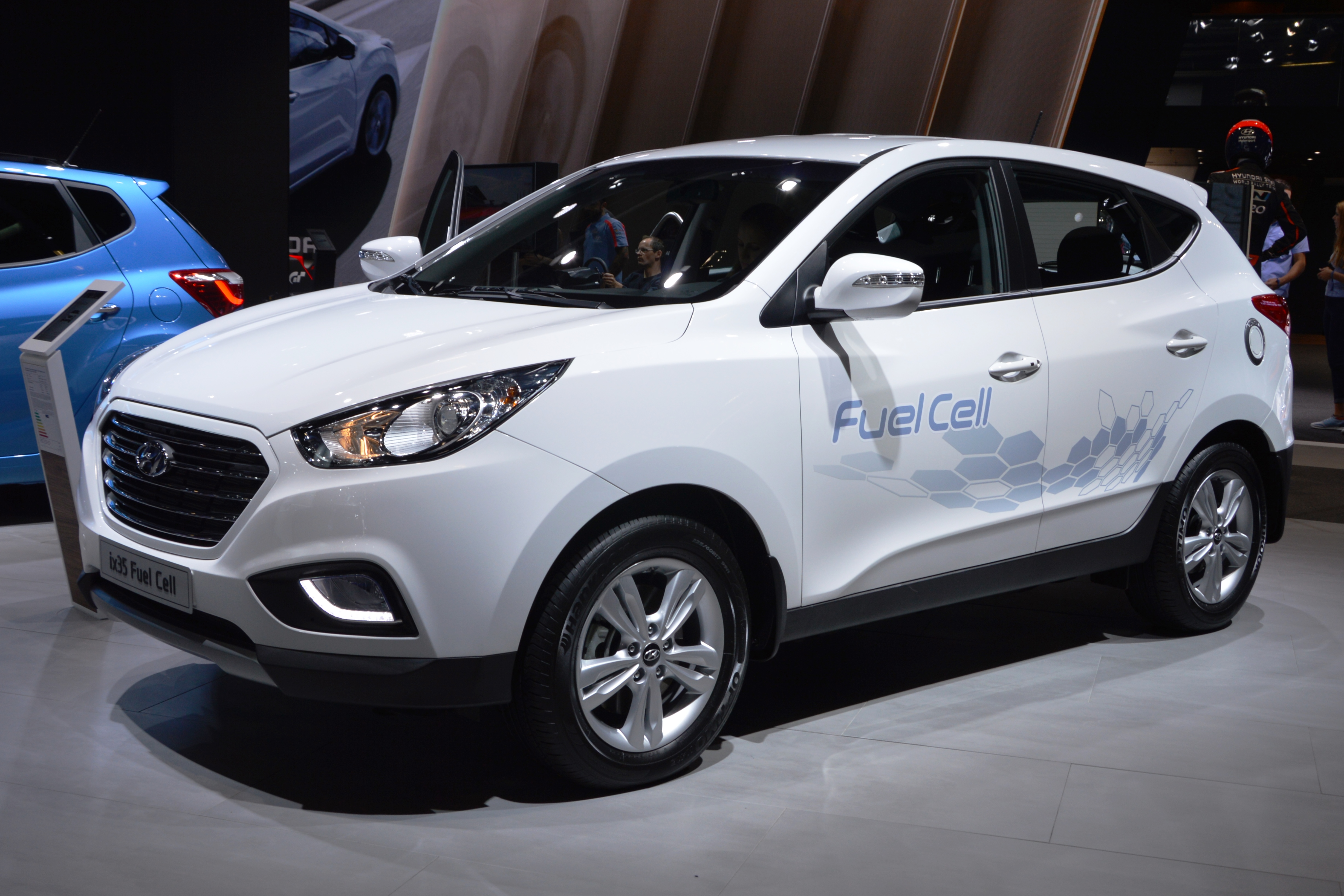
현대 ix35 FCEV 생산차

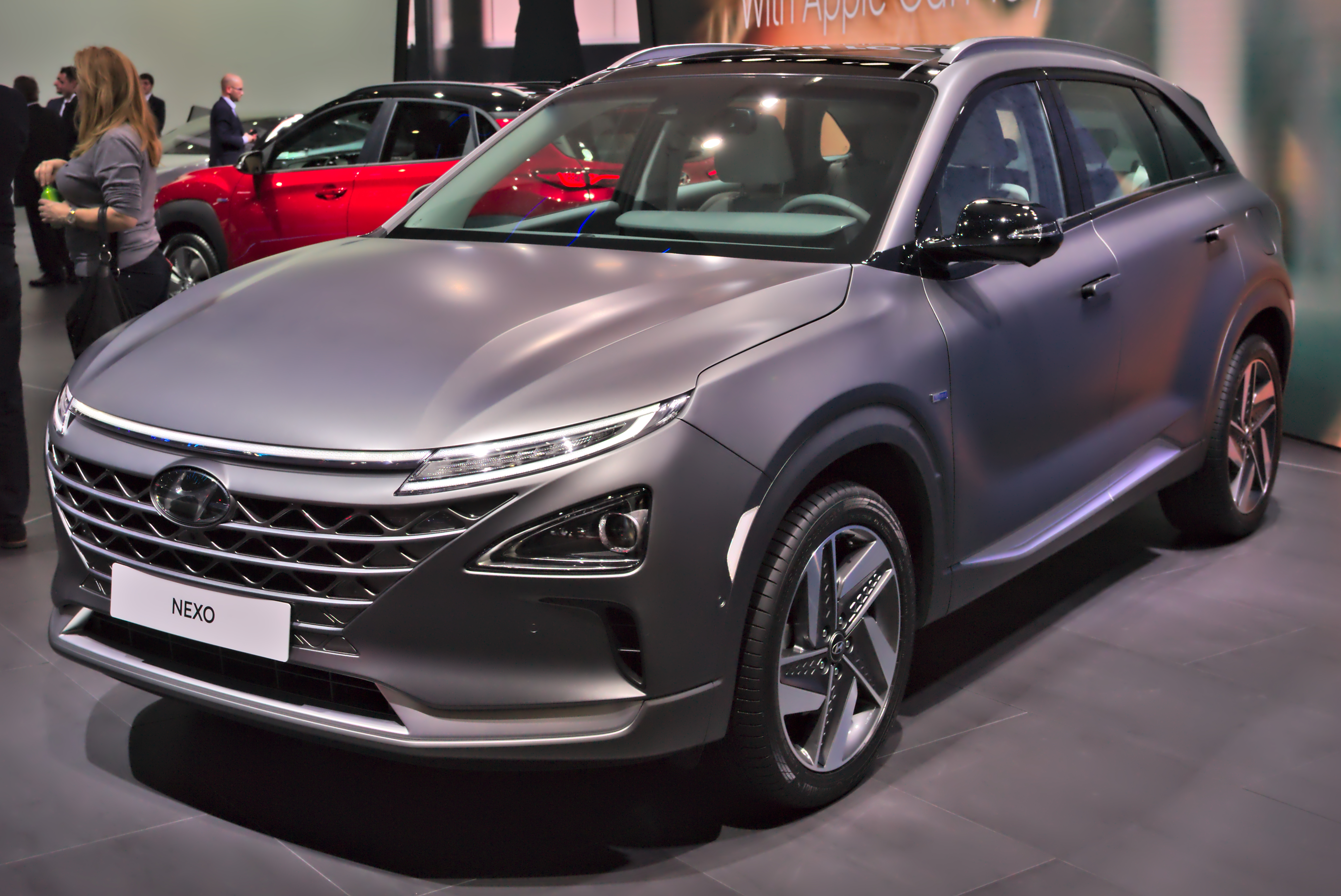
현대 넥쏘는 수소연료전지 동력 SUV다.

수소 자동차(水素自動車, 영어: hydrogen vehicle)는 동력의 연료로써 수소를 사용하는 차량이다. 수소 자동차는 수소 차량에 속하며, 수소 차량의 경우 자동차 및 기타 운송차량 외에도 수소 연료 우주발사체를 포함한다.
이러한 차량의 발전 장치는 전동기 구동을 위해 내연기관의 수소를 태우거나(수소내연기관자동차) 연료전지 내에서 수소를 산소와 반응시켜 수소의 화학 에너지를 역학적 에너지로 변환한다. 운송 연료 공급을 위해 수소를 널리 사용하는 것은 제안된 수소 경제의 필수 요소이다.

## 역사
대표적인 수소차는 토요타 미라이, 현대 넥쏘, 혼다 클라리스 등 3종이다.
2013년 현대 투싼 FCEV가 출시되면서 투싼의 개조품으로 세계 최초로 상용 양산형 차량이 되었다. 2018년 투싼의 뒤를 이은 현대 넥쏘는 2018년 유럽 NCAP의 '안전한 SUV'로 선정돼 도로안전보험연구원(IIHS)에서 실시한 측면 충돌 테스트에서 좋은 평가를 받았다.
도요타는 2014년 말 일본에서 세계 최초로 대량생산 연료전지차(FCV)인 미라이를 출시하고, 2015년 9월 이후부터 유럽, 영국, 독일, 덴마크의 엄선된 시장에서도 판매에 들어갔다. 이 차는 사거리가 312mi(502km)로 수소탱크를 재충전하는 데 약 5분이 걸린다. 일본의 최초 판매 가격은 약 700만엔(6만9000달러)이었다. 팻 콕스 전 유럽 의회 의장은 도요타가 미라이가 팔릴 때마다 당초 10만 달러가량 손해를 볼 것으로 추산했다. 2019년 말 도요타는 미라이를 1만 대 이상을 판매했다. 많은 자동차 회사들이 제한된 수로 시범 모델을 도입했다.
2013년 BMW는 도요타로부터 수소 기술을 임대했고, 포드 자동차 회사, 다임러 AG, 닛산 등이 구성한 그룹이 수소 기술 개발을 위한 협업을 발표했다. 하지만 2017년까지 다임러는 수소차 개발을 포기했고, 수소차를 개발하는 자동차 회사들은 대부분 배터리 전기차로 초점을 전환했다.

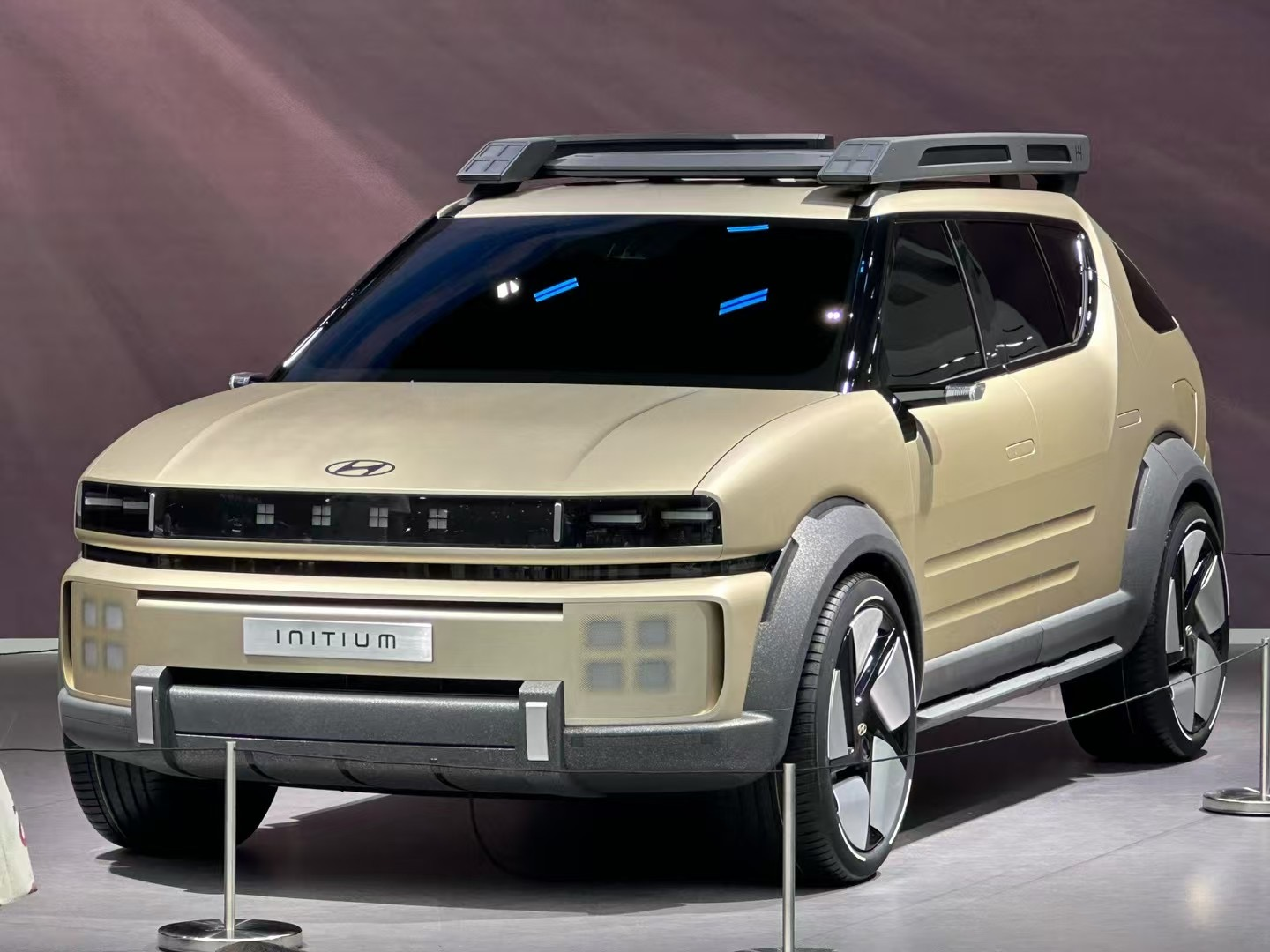
현대 넥쏘 (현대차의 수소차)
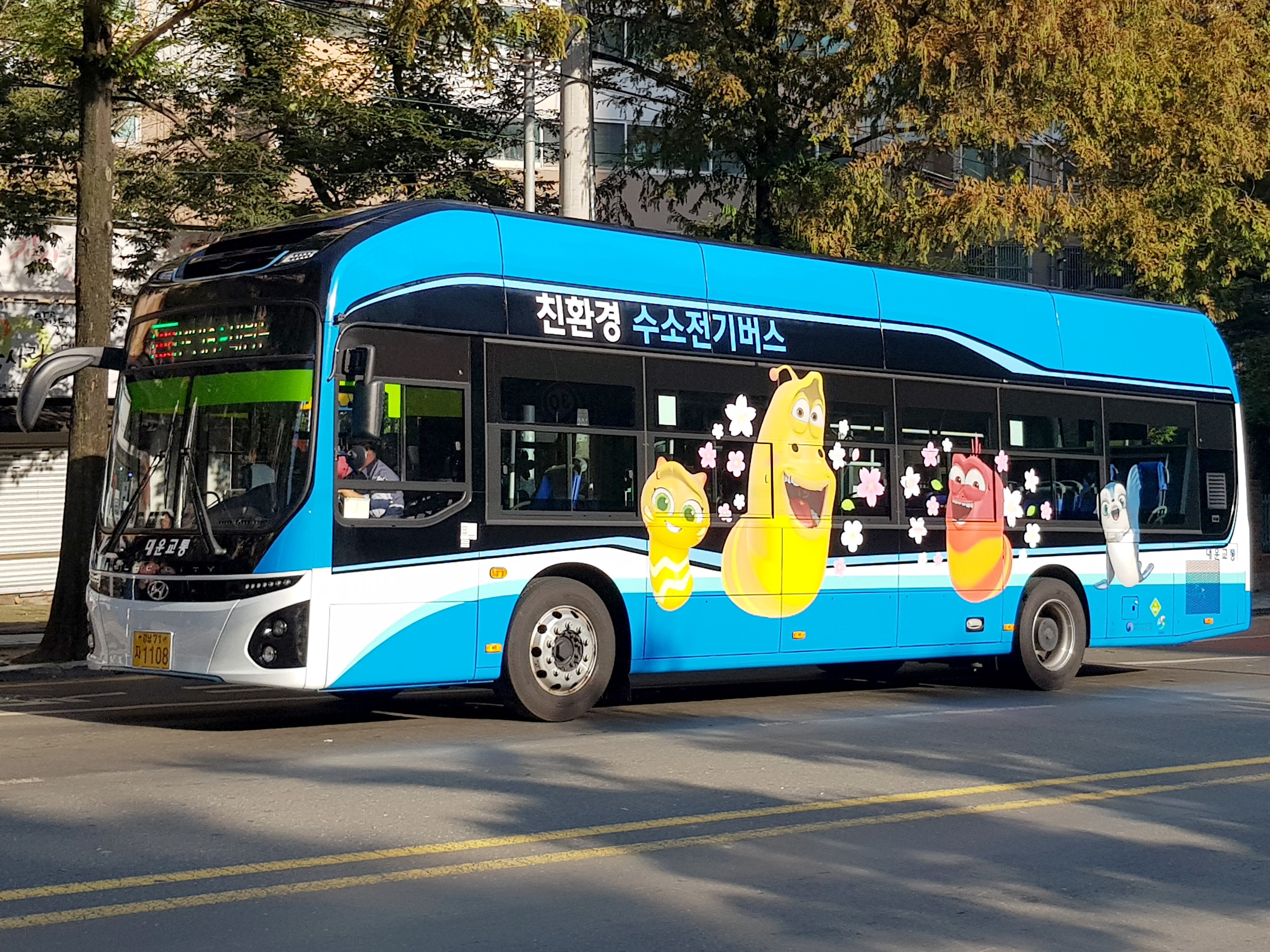
현대 일렉시티 FCEV (수소 버스)
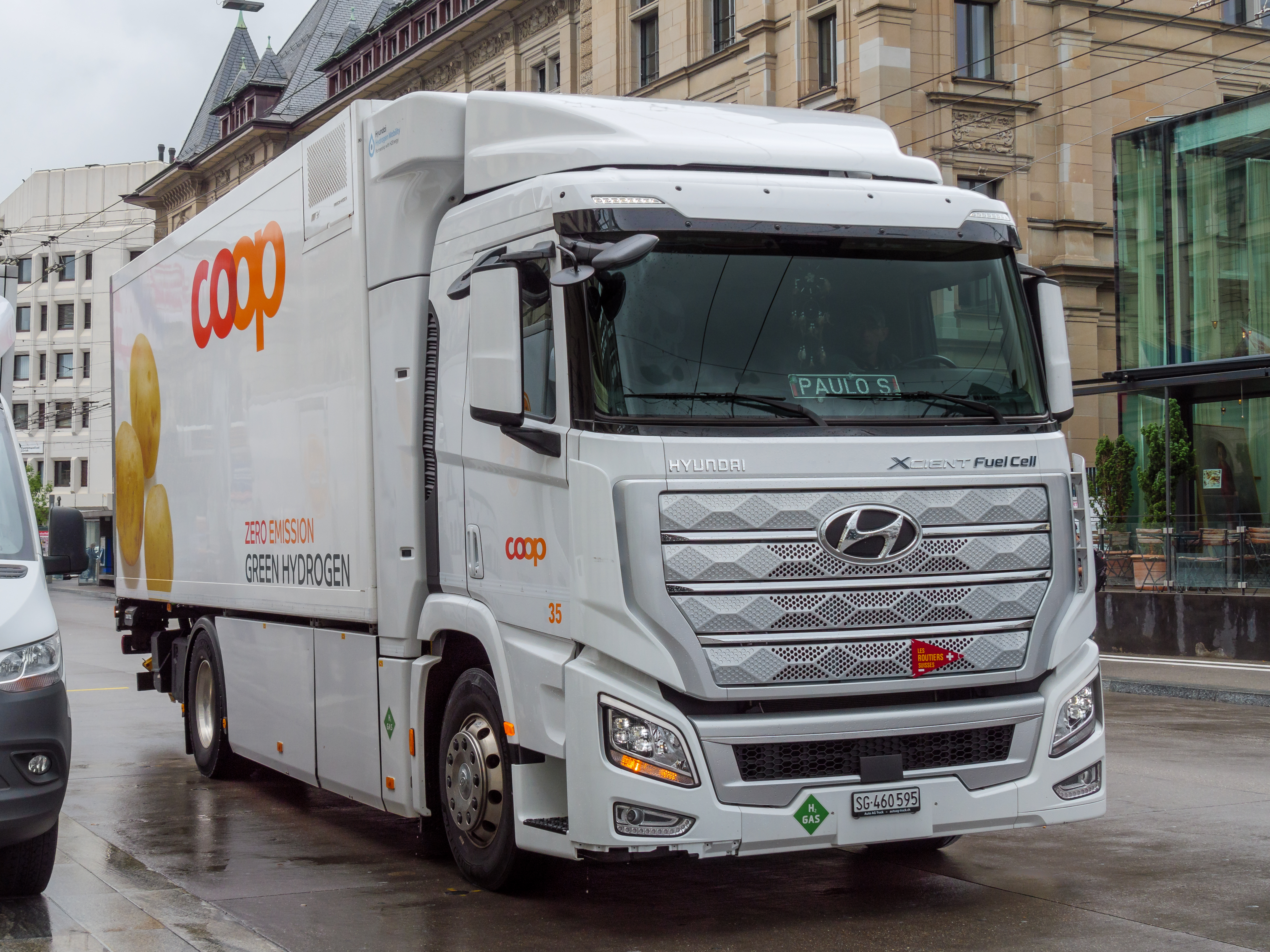
현대 엑시언트 FCEV (수소 트럭)
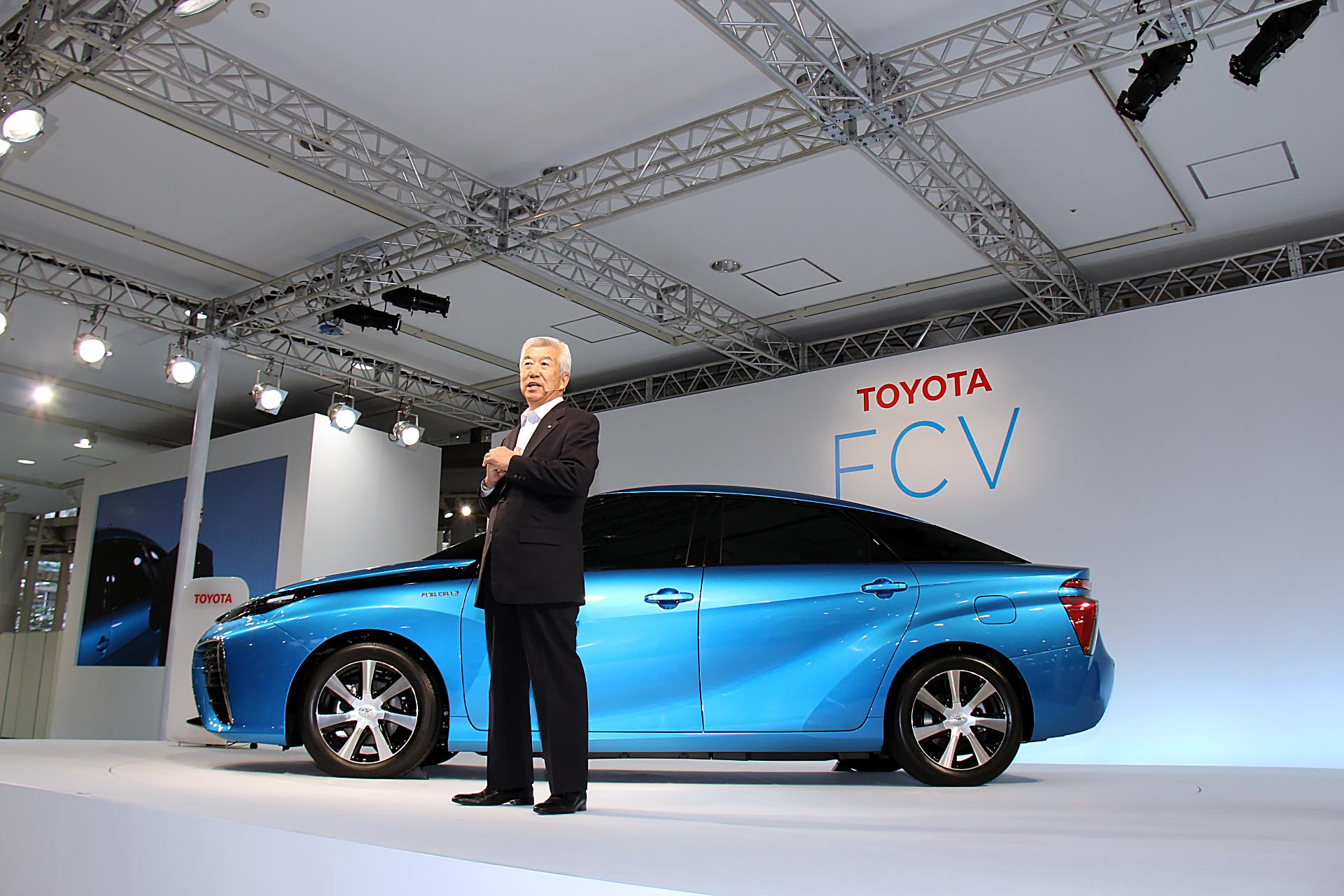
2015 토요타 미라이는 상업적으로 판매된 최초의 수소 자동차 중 하나로, 토요타 FCV 콘셉트 차량을 기반으로 개발되었다.

## 같이 보기
- 연료전지
- 하이브리드 차량
- FCEV
- 전기자동차